# Filleule de Bordeaux
Filleule de Bordeaux est un qualificatif qui aurait été attribué à huit villes girondines lors de la mise en place, en 1379, à l'instigation des villes de Bordeaux et de Bourg, d'une hypothétique alliance confédérale dans le but d'opposer résistance aux troupes françaises. 
Cette hypothèse est désormais contestée, aucun document médiéval conservé dans ces villes ne prouvant son existence. De plus, toutes n'étaient pas sous obédience anglaise en 1379 (Saint-Macaire notamment). Cette légende urbaine semble avoir été le fruit d'une construction téléologique, du XVIe ou XVIIe siècle, basée sur l'alliance de Bordeaux et Bourg et visant à une relecture mémorielle des relations interurbaines de cette période conflictuelle.
Les huit villes qui auraient adhéré à celle alliance et  bénéficié de ce qualificatif sont réputées être Blaye, Bourg, Cadillac, Castillon-sur-Dordogne, Libourne, Rions, Saint-Émilion et Saint-Macaire.

## Contexte historique
En 1379, la guerre de Cent Ans a tourné à l'avantage des Français qui, menés par Charles V le Sage et Bertrand du Guesclin, ont quasiment repris aux Anglais la presque totalité des concessions faites et des terres possédées avant même le début de la guerre, à l'exception de Calais, Cherbourg, Brest, de Bordeaux (Guyenne girondine), Bayonne et quelques forteresses éparses.

Le roi d'Angleterre et duc d'Aquitaine régnant est Richard II, fils du Prince Noir et petit-fils du précédent roi et duc, Édouard III, mort en 1377 ; il est né à Bordeaux et n'est âgé que de douze ans.

Nombre de chartes libérales et, surtout, d'avantages commerciaux concernant la vente de vin et de blé en Angleterre, ayant été concédés par les ducs de Guyenne, Bordeaux et les villes signataires auraient choisi le camp des intérêts économiques, celui du duc anglais.
Cette alliance perdurera jusqu'à la bataille de Castillon, en 1453, jusqu'à ce que les Anglais soient boutés hors de France mais le qualificatif de filleule de Bordeaux a été conservé dans l'imagerie populaire.

## Sources
Aucune source médiévale primaire connue à ce jour ne mentionne cette Ligue. Un seul acte médiéval évoque l'alliance d'une de ces villes, Bourg, avec Bordeaux. Il est effectivement daté du 18 juillet 1379. Il a de surcroît été copié dans le Livre des Bouillons de Bordeaux, un registre municipal du XVe – XVIe siècle.     
« Les Villes de Bourdeaus & de Bourg entrent en alliance & confederation estroite, ô la charge toutesfois que Bourdeaus, comme capitale, tiendroit le premier rang, & y commãderoit, ainsi que ez autres Villes de la Prouince, & a esté tousiours gardé iusques au iour que les Anglois furent chassez de la Guiene, que lors que la guerre estoit eschaussée entre les François & Anglois, & qu'il y auoit danger de surprise, que les Maires & Iurats de Bourdeaus enuoient aucuns de leurs Bourgeois ès Villes de ladite Prouince, pour y commander, & prendre garde à leur seurté. Et de là est venu que les Villes de Blaye, Bourg, Libourne, sainct Emylion, Castillon, sainct Machaire, Cadillac, & Rions, sont appelées filleules de ladicte Ville de Bourdeaus. »
— Gabriel de Lurbe, Chronique Bourdeloise, 1619.
« Les habitants de Bourg par un acte du 12 juillet 1379 (acte dont la teneur est ici reproduite), avaient délégué un certain nombre d'entre eux pour conclure une alliance avec la ville de Bordeaux.
En conséquence, ces délégués jurent que leurs concitoyens obéiront aux ordres des maire et jurats de Bordeaux ; qu'ils respecteront les privilèges de cette ville ; qu'ils la secourront contre ses ennemis, dont ils feront justice le cas échéant, et auxquels ils ne donneront point asile ; qu'ils renonceront à toute alliance étrangère ; qu'ils avertiront les Bordelais de tout complot formé contre eux ; et qu'ils marcheront sous leur bannière en temps de campagne ; le tout sous réserve de leurs devoirs envers le roi d Angleterre.
De leur côté, les maire et jurats de Bordeaux s engagent, sous la même réserve, à aider les habitants de Bourg à faire justice de toute espèce de personnes ; à les défendre de toute injure et de toute attaque ; à les avertir de tout danger et à respecter leurs privilèges. »
— Henri Barckhausen, Dast Le Vacher de Boisville, Léo Drouyn, Camille Jullian, Archives municipales de Bordeaux, 1867.